# 伊万娜·波利修克
伊万娜·沃洛迪米里芙娜·波利修克（羅馬化：Ivanna Volodymyrivna Polishchuk；？—2022年2月25日），乌克兰陆军中士，军医，出生在布羅季夫。
波利修克畢業於赫梅利尼茨基州舍佩蒂夫卡医学院。2022年2月25日，俄罗斯入侵乌克兰的第2天，波利修克为了抢救伤员，在赫尔松被俄罗斯军队的炮火炸死，時年23嵗。3月4日，波利修克在家乡下葬，同月，乌克兰总统弗拉基米尔·泽连斯基追授她三级“勇气”勋章。